# Pruebas de compatibilidad
Las pruebas de compatibilidad son pruebas que verifican el funcionamiento del sistema en diferentes entornos. Por ejemplo se puede probar un sistema en los distintos navegadores o en distintas versiones de máquina virtual o en distintos sistemas operativos o en distintos dispositivos. El objetivo es garantizar el correcto funcionamiento de la aplicación en todos aquellos entornos en los que tiene que funcionar de forma correcta.
Este tipo de pruebas se realizan porque el mismo software puede presentar errores dependiendo de dónde se ejecute. Por ejemplo podemos tener: 
- Errores funcionales (por ejemplo botones y enlaces pueden dejar de funcionar, producen errores de sistema o simplemente no realizan la funcionalidad esperada)
- Errores estéticos (por ejemplo pueden descuadrarse frames de la aplicación, no cargarse imágenes, desaparecer enlaces o botones y textos).

## Entre versiones del mismo producto
Las pruebas que aseguran la interacción correcta entre la versión actual y las versiones anteriores se les llama pruebas de compatibilidad hacia atrás. A veces se prueban versiones tempranas de un producto, por ejemplo versiones beta o versiones iniciales, para ver si interactúa correctamente con versiones anteriores. A esto se le llama pruebas de compatibilidad hacia adelante.